# Balthasar Estermann
Balthasar Estermann (* 2. März 1827 in Traselingen, Gemeinde Hildisrieden; † 3. Juli 1868 in Luzern) war ein römisch-katholischer Weltpriester und Gründer einer religiösen Frauengemeinschaft, aus der das Kloster Melchtal entstand.
Nach dem Besuch des Gymnasiums in Schwyz trat er 1847 in Brig und Isenheim (Elsass) in den Jesuitenorden ein und begann in Namur (Belgien) ein Studium der Philosophie. 1852 trat er aus dem Orden aus und wechselte zum Studium der Theologie in Freiburg im Breisgau und Tübingen. 1855 erhielt er die Priesterweihe und wirkte 1857 bis 1860 als Vikar in Hildisrieden und wurde 1865 in Luzern Strafhauspfarrer.
1858 gründete er die Katholischen Schweizer-Blätter für Wissenschaft und Kunst und 1860 in Luzern ein Studentenkonvikt, eine Anstalt für arbeitslose Mägde (das Marienheim) sowie eine religiöse Vereinigung für unverheiratete Frauen. 1866 erwarb er ein Haus in Melchtal ein Haus, um dort zusammen mit drei Frauen aus dieser Vereinigung ein Kloster der Ewigen Anbetung zu gründen, starb aber bereits zwei Jahre später. Danach übernahm Pater Berchtold Fluri vom Kloster Engelberg die Betreuung der Frauen und gab ihnen die Benediktsregel – so entstand das Kloster Melchtal, in dem heute noch rund 50 Schwestern leben.

## Schriften
- Die Volksschule: ein Beitrag zur Lösung der Schulfrage. Luzern: Räber 1859. Digitalisat
- Kirchlichkeit, Unkirchlichkeit, Ueberkirchlichkeit und die Katholische Kirchen-Verfassung. Solothurn: B. Schwendimann 1859.